# 상반여관
상반여관(常盤旅館)은 충남 공주시 중동에 위치한 과거 공주에서 가장 크게 유명했던 여관이다.